# Arcopagia balaustina
Arcopagia balaustina is een tweekleppigensoort uit de familie van de platschelpen (Tellinidae). De wetenschappelijke naam van de soort werd in 1758 voor het eerst geldig gepubliceerd door Carl Linnaeus.

## Beschrijving
De tot 19 mm lange, slechts licht gezwollen schelp van Arcopagia balaustina is gelijkkleppig en slechts zeer licht ongelijkzijdig. De wervels liggen net iets achter de middellijn (qua schaallengte). De omtrek van de schaal is afgerond tot licht elliptisch. De lengte-breedteverhouding is meestal minder dan 1,1. De achterste dorsale rand is iets korter dan de voorste dorsale rand. De achterste en voorste dorsale randen zijn bijna recht en vormen een hoek van ongeveer 110°. Ze vallen elk steil naar de wijd afgeronde achter- of voorkant. Het achterste uiteinde van de ventrale rand vertoont een lichte knik.
Het ligament is een verzonken, dunne, bruine band achter de wervels. Het strekt zich uit tot ongeveer een derde van de lengte van de achterste dorsale rand. De lunula is smal en lancetvormig. Het is glad en bereikt ongeveer de helft van de lengte van het ligament. De rechter en linker klep hebben elk twee kardinale tanden. In de rechterklep is de achterste kardinale tand geribbeld en bicuspide, in de linkerklep is de voorste kardinale tand geribbeld en bicuspide. Er is ook een zwakke anterieure en een zwakke posterieure laterale tand. In de rechterklep is de voorste laterale tand lang en smal, de basis ligt net voor de voorste kardinale tand en er is een kleine achterste laterale tand. De twee sluitspieren zijn ongeveer even groot. Het mantelboek is diep, tongvormig en loopt schuin omhoog. De ventrale rand van het mantelboek en de ventrale rand van de mantel zijn gescheiden.
De witachtige tot lichtgele schil is vrij stevig, maar dunwandig en doorschijnend. De versiering bestaat uit ongeveer 70 dunne, evenwijdige ribben op regelmatige afstanden. Daartussen zitten fijne groeistroken. De binnenrand van de behuizing is glad. Af en toe zijn er radiale stralen in roze of roodbruin op het oppervlak, evenals iets donkerdere zones evenwijdig aan de rand. De stralen van verschillende breedtes worden meestal duidelijker naar de rand van de behuizing en kunnen zich verenigen. De binnenkant van de schaal is glanzend witachtig en oranje of lichtgeel gekleurd, vooral in het verdere wervelgebied. Het dunne periostracum is doorschijnend, het oppervlak heeft een zijdeachtige glans.
Het grijs-witte zachte lichaam is semi-transparant, evenals de lange en flexibele sifons die niet aan elkaar zijn versmolten. De voet is een krachtige graafvoet.

## Verspreiding en leefgebied
Het verspreidingsgebied van Arcopagia balaustina strekt zich uit van de Britse Eilanden langs de oostelijke Atlantische Oceaan over West-Afrika tot aan de monding van Congo. Het is ook opgenomen in de Middellandse Zee, de Zee van Marmara en de wateren rond Madeira en de Canarische Eilanden.
Het leeft in modderige, zanderige en grindbodems van onder de eblijn tot 750 meter waterdiepte. Het leeft begraven in het sediment en rekt de sifons naar het sedimentoppervlak. De dieren nemen organisch afval op met de zeer lange en flexibele instroomsifon.
Arcopagia:
balaustina · 
crassa

Gastrana:
fragilis · 
lamellosa

Macoma:
balthica · 
calcarea · 
elliptica · 
obliqua · 
praetenuis · 
torelli

Tellina:
benedeni · 
distortus · 
donacilla · 
donacinus · 
fabula · 
pygmaeus · 
tenuis